# (38435) 1999 RA241
1999 RA241 (asteroide 38435) é um asteroide da cintura principal. Possui uma excentricidade de 0.09053010 e uma inclinação de 17.69286º.
Este asteroide foi descoberto no dia 11 de setembro de 1999 por LONEOS em Anderson Mesa.